# إسماعيل بن مبيريك الغانمي
إسماعيل بن مبيريك بن حمدي الغانمي الزبيدي الحربي ،  شيخ قبيلة زبيد من قبيلة حرب    وأمير محافظة رابغ، الابن السادس للشيخ مبيريك بن حمدي آل مبيريك، وكان من الذين ساندوا الملك عبد العزيز آل سعود  أثناء حصار جدة في أبرق الرغامة ومده بالمؤن والأرزاق والعتاد فأصبح من أعز أصدقاء الملك عبدالعزيز كما ذكره فيلبي.

## حياته
ولد في عام 1259 هجرية. ونشأ في كنف والده الأمير مبيريك بن حمدي ال مبيريك رحمه الله، وتربى في ديوانه الذي تكثر فيه العلوم وأمور الحكم والحل والعقد، وكان والده سياسياً بمعنى الكلمة، كان ذكياً وفطيناً وأقل مايقال عنه انه من دهاة العرب، الأمير مبيريك له العديد من القصص التي مازال يذكرها أهل رابغ كأمثله لهم ولأبنائهم. 
الأمير إسماعيل كان شقيقاً لكل من الأمير حسين بن مبيريك الغانمي والشيخ إبراهيم بن مبيريك، ولكنه كان محبوباً من جميع اخوته وصديقاً لهم، وكان دائماً ينظر في حوائجهم ومشاكلهم ويحلها. 
بعد أن توفي والده تولى الامارة الأمير عرابي بن مبيريك الأبن الأكبر للأمير مبيريك، كان ضخماً جداً كأبيه، كان فارساً ويحب سباق الخيل في صغره، ويرعى مصالح الناس في الليل والنهار، وكان قليل النوم لشدة تفكيره في مصالح الناس، وكان دائما يسمع المشورةَ ويقدر الأمور بتروي وحذر شديد، وكان الأمير إسماعيل وشقيقه الأكبر حسين وإبراهيم وأخيه الشيخ مبارك في مجلس الأمير عرابي وهو ديوان آل مبيريك بشكلٍ دائم. وكان الأمير عرابي دائماً يولي اخوته حسين وإسماعيل بكثير من الأمور، أما مبارك فكان طيباً جداً، لين القلب، يميل للرأفة والمسامحةِ في كل الأمور، فلذلك كان يتم استبعاده في كثير من الأمور، مع العلم أنه بويع أميراً بعد حادثة أخيه حسين ولكنه تنازل عن المقصب لأخيه إسماعيل. 
بعد موت الأمير عرابي ولي ابنه الأمير محمدبركه بن عرابي أميراً كان ينهج منهج والده ويحاول جاهداً تدارك الأمور، وكان عمه الأمير إسماعيل يساعده ويريه الصواب دائماً، كما كان عمه حسين أيضا، فكان الحكم صعباً عليه لأن امارة رابغ كانت كبيره جداً تصل إلى نصف جده جنوبا في يومنا الحالي وشمالاً إلى مشارف المدينة المنورة وشرقاً إلى ماشاء الله وكان هناك أيضا أمور القبيلة ومصالحها، فتنازل بعد المشورة إلى عمه الأمير حسين الذي كان قد داري بكل هذا. 
بعد تولي الأمير حسين كان يولي أخيه إسماعيل ليؤمن الطريق لضيوف بيت الله طيلة السنه، فكان يخيم في الطريق ويقوم بالخفر حتى يتأكد من سلامة ضيوف بيت الله في فترة الحج وفترات العمرة بكثره. أفاد هذا إسماعيل بزيادة معرفة الناس وتوطيد العلاقات بين كثير من القبال والزوار الأجانب. فأصبح معروفاً جداً بعدها. 
كان أخوه الأكبر حسين سياسياً بقدرٍ كبير فطان يتدخل في مصالح وأمور خارجيه، ولكن كان دائماً يحسب حسابه لقوته وشدة بأسه وسرعة تنفيذه لوعوده. فوسع هذا من مجال رابغ وتصنيفها والأهم من هذا نطاقها وحدودها. 
كان حسين يتدخل في امارة المدينة المنورة ومكة وجدة بشكل واسع وكان فعلياً يحكم ميناء جدة وحدودها، فمن أيام أبيه وهناك مايسمى الخرجيه وهي ان يدفع من يدخل جده من أي من حدودها ريالين فضه، ولكن حسين رفعها إلى خمس ريالات فضه، وطبق ذلك على السفن فكان هناك خفر وموظفون على الميناء على مدى 24 ساعه، وهناك جدولاً يفرض دفع رسوم الرسي على الميناء ورسوم السفر بغرض التجارة والخ. 
عزز هذا من ميزانية رابغ فكان النصف من الدخل الشهري يوزع على أهل رابغ الأصل ونصف الربع أي الثمن حالياً يوزع على المستوطنون أي من تعاهدوا مع الأمير بغرض السكن في حدود امارته. 
اما الأمير إسماعيل كان بعيدا ولكنه تأتيه الأخبار.
كان حسين صديقاً قوياً للشريف حسين بن علي وعائلته حتى علم بن مبيريك عن خطط الشريف في الحجاز ومصالحه معه. حتى انقلب عليه ولم يعد يمده بأي شيء واوقف الزيارات. حتى اتى الأمير علي وحاشيته إلى رابغ فأوقفه حرس الأمير أو مايسموا بالعبيد ذاك الوقت، وقالوا للأمير: ان أميرنا أبلغنا بأن لامكان لك بيننا وامرنا ان جئت ثانيةً أن نطلق عليك كل بارودنا. 
غضب الأمير علي واسرع إلى أبيه واخبره. 
بعد فتره نوى حسين العمرة وكان هذا في فترة تواجدَ فيها أخيه إسماعيل في رابغ، فولى إسماعيل على الامارة اثناء العمرة حتى رجوعه، فرفض إسماعيل واشد عليه بأن لايذهب فوافق أخيرا حسين ولما عاد إسماعيل إلى مخيمه على الطريق ليؤمنه، كان قد ولى حسين مبارك وشقيقه إبراهيم إلى جانبه، وراح محرماً ملبياً إلى العمرة. 
وعند وصول حسين إلى مشارف مكة أخبر الشريف بقدومه، فنادى الشريف كل عبيده وقال لهم «ارمو بن مبيريك» كما روى بن جاثع عبد الشريف 
واشتغل الرمي في ساحة الحرم حتى ساد الرعب والخوف وتخللت جسم بن مبيريك إحدى عشر طلقه ومات كل عبيده واخبر الشريف أحد عبيده بالإجهاز عليه بالسيف ومات بعدها رحمه الله. 
بعدها جائت قبيلة الحوازم من حرب الذين تواجدوا اثناء حدوث الحادثة إلى إسماعيل في مخيمه على الطريق وسلموا عليه وعزوه في أخيه واخبروه ماحدث.
ارسل إسماعيل إلى رابغ طلبا إلى ابنه الفارس الشيخ عبد المحسن بن إسماعيل والفرسان من أهالي رابغ نخوةً للدم. فجائو له وذهبو إلى مكة ودخلوا مجلس الشريف وحينما سلم إسماعيل بقوله «السلام عليكم» قال الشريف «اعطيناك السلام مثل ماعطيتنا إياه» وقال«موجه عليك الله ومحمدرسول الله ان تجلس بجنبي وتاخذ قهوتي» وكان هذا لأن الشريف يعلم ان ابن إسماعيل عبد المحسن وفرسان ينتظرون الإشارة في الخارج، ففعل إسماعيل لكن لم يشرب القهوة إسماعيل فعلم من فطنته ودهائه وقال إسماعيل«قهوتكم مسممومه مثل علمكم».

## دوره فيحصار جدة
بعد أن دخل الملك عبد العزيز مكة قدم الأمير ابن مبيريك الغانمي للسلام عليه إلى أن حاصر الملك عبد العزيز جدة ونفذ مالديه من مؤن فتدخل ابن مبيريك وامده بكل مايحتاج من ارزاق وعتاد. قال ابن سحيم: ولما جئنا إلى جدة استأنس الملك عبد العزيز وخرج للمسلمين واعطاهم. وفي تلك الأثناء جاءه واحد يقال له ابن مبيريك الغانمي. جانا ابن مبيريك في قصر السقاف ليسلم على الملك عبد العزيز، وكان من عادته أن يجئ في مكة في كل زمان ويسلم، ابن مبيريك الغانمي كان أمير رابغ، وهو رجل ثري جداً وبخير. ومرة ضاقت الامور، ولكن ما تضيق إلا ويفرج الله لنا. لأن الأخوان بغوا ان يسترخصوا ويروحوا. قال عقيل : جاءنا ابن الحلال هذا، وكان على مطايا كأنها طيور من كثرتها وليست جيشا فلما نادوه ودخل، قال الملك: ايش عندك من العلوم؟ قال ابن مبيريك: عندي كل ما تبغى. قال عبد العزيز: اعطونا الكاتب. ثم نادى الاخويا ابن مقرن وهو الكاتب فقال له عبد العزيز: شف الأمير ايش يقول؟ ثم تحدث ابن مبيريك مع الكاتب. فقال: مالذي يبتغيه عمك؟ قال الكاتب: كل شيء. قال ابن مبيريك: أنا عندي كل شيء. وبدأ الكاتب يكتب أحمال السكر والقهوة وغير ذلك قال لعبد العزيز: ارسل جميع ما عندك من الحملات. فأخذ مائتين إلى ثلاثمائة بعير، فقال ابن مبيريك: اعطونا مثلها، ثم اعطونا مثلها ثم اعطونا مثلها، وفرج الله بهذا المسلم، وحمل لنا كل شيء من الشعير إلى الذرة إلى البر، لان الرز لم يكن قد حاءنا، إلى القهاوي إلى السكر إلى الهيل إلى كل شيء ثم بدأت هذه الحملات تجيئنا، واستأنس العرب وفرج الله على الجميع.

## زيارة الملك عبد العزيز لابن مبيريك في رابغ
سنة 1345 هجرية (ذكر نزول الملك لرابغ، في سياق رحلته من جدة إلى المدينة المنورة: من كتاب الرحلات الملكية)
تحركت السيارات صباحا عند طلوع الشمس يوم الخميس الساعة الثانية عشرة، وما وافت الساعة الثالثة إلا والركب العالي مشرف على نخيل رابغ. وعندما أقبلت أولى السيارات وإذا بالشيخ إسماعيل بن مبيريك الغانمي مقبلا على جواده يسأل عن الملك عبد العزيز ولما قرب الملك عبد العزيز من البلد خرج عموم رجال البلد خاصتهم وعامتهم لابسين ثياب الزينة وفي طليعتهم عدد من الفرسان، وأخذ الفرسان يلعبون ألعابهم المعتادة ويترنمون بحدائهم، والأهالي ينشدون أناشيدهم الحماسية.
اليوم الثاني: رابغ أيضا
وعندما دخل الملك رابغ القرية التي فيها آل مبيريك وهي غير رابغ البلد. ومنذ دخوله القرية إلى أن حل ترحاله في بيت إسماعيل ال مبيريك. وآل مبيريك وأعيان البلاد وفي مقدمتهم إسماعيل بن مبيريك، وقد قدم الأهالي زرافات يفدون مسلمين وقد فرشت جميع البيوت التي أعدت للملك وأنجاله وحاشيته بالزرابي والأثاث الثمين حتى إنه ليخيل للرائي أنه في أحسن المدن. وطالت الإقامة في رابغ ثلاثة أيام وأما طعام أهل رابغ فهو مزدوج من الطعام العربي وطعام المدن الملون، وقد أظهر إسماعيل آل مبيريك الغانمي وذويه وأهل رابغ ودهم ومكارم أخلاقهم. وقد تجول الملك عبد العزيز وزار مرسى رابغ (الميناء)
مكث الملك عبد العزيز في رابغ ثلاثة أيام في ضيافة إسماعيل بن مبيريك الغانمي، الخميس والجمعة والسبت، وتحرك من رابغ صبيحة الأحد.

## قالوا عنه
- ذكرته الإستخبارات البريطانية في تقرير لها وذلك في الأرشيف البريطاني بأنه من أشهر شيوخ القبائل بالحجاز.
- قال عنه الملك عبدالعزيز: هذا من خير ابن مبيريك وهذا فضله. هذا أخي ويجلس بجانبي وهذا الذي ساعدني في الضيق وله مواقف في حصار جدة ولا ننساه أبداً أبداً. والحمد لله رب العالمين أرزاق وذهب أين تجدها في ذلك الحين وهذا شيء لا ننساه.

## وفاته
توفي إسماعيل بن مبيريك الغانمي يوم الخميس العاشر من شهر صفر عام 1375 هـ.